# Tibetansk räv
Tibetansk räv (Vulpes ferrilata), även kallad tibetansk sandräv, är ett rovdjur i familjen hunddjur (Canidae).

## Beskrivning
Kroppslängden (huvud och bål) ligger mellan 57 och 70 centimeter och svansen är 40 till 47 centimeter lång. Vikten ligger ungefär vid 3 till 4 kilogram. Den täta och yviga pälsen är gråaktig till sandfärgad och på djurets rygg finns en gulbrun strimma. Rävens undersida är ljusare, extremiteternas framsida gulaktig och svansspetsen vit.

## Utbredning och levnadssätt
Räven förekommer på högplatåer i Nepal, norra Indien, Bhutan, Tibet och norra centrala Kina. Den lever i regioner som ligger 2500 till 5200 meter över havet. Habitatet utgörs av gräsmarker eller klippiga områden med några glest fördelade träd eller buskar. Lyan är en självgrävd hålighet i skyddet av en sten eller en bredare bergsspricka.
Födan utgörs bland annat av gnagare, hardjur och mindre fåglar. Vid en undersökning från 1998 fastställdes att födan till 95 % består av pipharar. Parningstiden ligger mellan slutet av februari och slutet av mars och efter dräktigheten föds i april eller maj två till fem ungdjur. Ungarna vistas sina första veckor i boet. En studie från provinsen Qinghai i Kina dokumenterade unga tibetanska rävar redan i början av februari utanför lyan. De bevakades av en hane. Parningen borde därför ha skedd i december. Efter juni iakttogs inga ungar vad som indikerar att de lämnade sina föräldrar.
I motsats till andra rävar har de inga särskilt avgränsade revir. Individerna vilar vanligen ensam eller i par efter föda. Sällan förekommer flockar med upp till fem medlemmar.